# روژه ریو
روژه ریو (فرانسوی: Roger Rio‎; ۱۳ فوریهٔ ۱۹۱۳ – ۲۳ آوریل ۱۹۹۹) بازیکن فوتبال اهل فرانسه بود.
وی همچنین در تیم ملی فوتبال فرانسه بازی کرده‌است.